# Ebana
Ebana (V secolo) è stato un re di Axum. Ebana è noto principalmente tramite le monete emesse durante il suo regno.